# 記号式投票条例
記号式投票条例（きごうしきとうひょうじょうれい）とは地方自治体の公職選挙において記号式投票を実施することを規定した条例。公職選挙法第46条の2に規定されている。

## 概要
地方自治体が、公職選挙において点字投票及び期日前投票と不在者投票を除いて、記号式投票を行うことを規定しているものである。また詳細な規定は選挙管理委員会告示で規定されている。
1962年の公職選挙法改正で地方自治体の首長選挙において条例を定めた場合に記号式投票が可能となった。また1970年の公職選挙法改正で地方自治体の議会議員選挙においても条例を定めた場合に記号式投票が可能となった。
期日前投票や不在者投票は自書式投票のままであるため、2種類の投票用紙を作ることになる。しかし、自書式で生じる疑問票がほぼなく、案分票もないため、開票効率がよくなって開票作業の時間や作業スタッフを削減できるという意見がある。一方で「投票用紙の自動読み取り機を導入したことにより自書式投票でもスピードアップが可能となり無効票数に与える影響も小さくなった」（山口県宇部市）、「自書式投票である期日前投票の割合が増えて開票作業が混乱する可能性を考慮した」（広島県安芸高田市）等を理由として、記号式投票のメリットが薄れたとして条例を廃止して自書式投票に戻した地方自治体も存在する。広島市では、2011年から記号式は単独選の市長選に限定し、他の選挙と重なる場合は自書式と定めている（理由として2007年の統一地方選挙で広島県議選と広島市議選と同日になった際に自書式投票の県議選・市議選に対して市長選のみ記号式投票という仕組みが市民から「分かりづらい」と苦情が相次いだことを受け、条例を改正したため）。
記号式では投票用紙に記載できるのは6人ほどが限界であるため、首長選挙に限定する自治体が多い。議会議員選挙で導入している地方自治体でも候補者が少ないと見込まれている補欠選挙に限定されている例が多い（2020年末時点で議会議員選挙で記号式投票を採用しているのは全国28議会）。
リコール（解散請求・解職請求）の投票については地方自治法では条例による記号式投票が認められていないため、自書式投票となる。
日本では1962年11月7日投票日で執行された栃木県鹿沼市長選挙で初めて記号式投票が行われている。

## 条例
| 県     | 条例名                       |
| ------ | ---------------------------- |
| 青森県 | 記号式投票に関する条例       |
| 岩手県 | 記号式投票に関する条例       |
| 島根県 | 記号式投票に関する条例       |
| 大分県 | 大分県記号式投票に関する条例 |
| 熊本県 | 記号式投票に関する条例       |

| 政令市 | 条例名                                       |
| ------ | -------------------------------------------- |
| 神戸市 | 神戸市長選挙における記号式投票に関する条例   |
| 広島市 | 市長選挙における記号式投票の採用に関する条例 |
| 熊本市 | 熊本市長選挙における記号式投票に関する条例   |